# Rune Rydén
Harald Rune Olov Rydén, född 2 september 1939 i Ålems församling i Kalmar län, är en svensk politiker (moderat), som var riksdagsledamot 1976–1998 för Fyrstadskretsen och senare för Malmöhus läns södra valkrets.
I riksdagen var han ledamot i finansutskottet 1985–1991 (även suppleant 1976–1979, 1983–1985 och 1991–1994) och ledamot i utbildningsutskottet 1979–1985 och 1991–1998 (även suppleant under mellanperioden). Utöver detta var han suppleant i skatteutskottet och i riksdagens delegation till Interparlamentariska unionen.